# Jordan League
Die Jordan League (auch Manasir Jordan Pro League; arabisch الدوري الأردني للمحترفين, DMG ad-Daurī al-Urdunnī li-l-Muḥtarifīn) ist die höchste Spielklasse der Jordan Football Association, also des jordanischen Fußballverbandes, und wurde 1944 gegründet. Zur Saison 2009/10 wurde sie von zehn auf zwölf Mannschaften aufgestockt. al-Faisaly ist mit bisher 35 Titeln Rekordmeister der Liga.

## Modus
Ausgetragen wird die Liga mit zwölf Mannschaften in Hin- und Rückrunde, wobei alle Mannschaften gegeneinander antreten. Der Meister und der Pokalsieger qualifizieren sich für den AFC Cup. Die beiden Letztplatzierten der Liga steigen in die 2. Liga (englisch Second Level) ab.

## Vereine der Saison 2023/24
| Mannschaft         | Standort               | Stadion                                | Kapazität |
| ------------------ | ---------------------- | -------------------------------------- | --------- |
| Al-Ahli SC (N)     | Amman                  | Petra Stadium                          | 6.000     |
| al-Faisaly         | Amman                  | Amman International Stadium            | 17.619    |
| Al-Hussein SC      | Irbid                  | Stadion Al-Hasan                       | 12.000    |
| Al-Jalil SC (N)    | Irbid                  | Stadion Al-Hasan                       | 12.000    |
| Al-Ramtha SC       | Ar-Ramtha              | Stadion Al-Hasan                       | 12.000    |
| Al-Salt SC         | Salt                   | Prince Hussein Bin Abdullah II Stadium | 7.500     |
| al-Wihdat          | Amman                  | King Abdullah II Stadium               | 13.000    |
| Ma'an SC           | Maʿan                  | Princess Haya Stadium                  | 1.000     |
| Mgaear al-Sarhan   | Gouvernement al-Mafraq | Prinz-Mohammed-Stadion                 | 15.000    |
| Sahab SC           | Amman                  | King Abdullah II Stadium               | 13.000    |
| Shabab al-Aqaba SC | Akaba                  | Al-Aqaba Stadium                       | 3.800     |
| Shabab al-Ordon    | Amman                  | King Abdullah II Stadium               | 13.000    |

## Bisherige Meister
| - 1944: al-Faisaly - 1945: al-Faisaly - 1946: Jordan - 1947: al-Ahli - 1948: nicht stattgefunden - 1949: al-Ahli - 1950: al-Ahli - 1951: al-Ahli - 1952: al-Ahli - 1953: nicht stattgefunden - 1954: al-Ahli - 1955: al-Jazeera - 1956: al-Jazeera - keine Meisterschaft zwischen 1957 und 1958 - 1959: al-Faisaly - 1960: al-Faisaly - 1961: al-Faisaly - 1962: al-Faisaly - 1963: al-Faisaly - 1964: al-Faisaly - 1965: al-Faisaly - 1966: al-Faisaly - keine Meisterschaft zwischen 1967 und 1969 - 1970: al-Faisaly - 1971: al-Faisaly - 1972: al-Faisaly | - 1973: al-Faisaly - 1974: al-Faisaly - 1975: al-Ahli - 1976: al-Faisaly - 1977: al-Faisaly - 1978: al-Ahli - 1979: al-Ahli - 1980: al-Wihdat - 1981: al-Ramtha SC - 1982: al-Ramtha SC - 1983: al-Faisaly - 1984: Amman - 1985: al-Faisaly - 1986: al-Faisaly - 1987: al-Deffatain - 1988: al-Faisaly - 1989: al-Faisaly - 1990: al-Faisaly - 1991: al-Wihdat - 1992: al-Faisaly - 1993: al-Faisaly - 1994: al-Wihdat - 1995: al-Wihdat - 1996: al-Wihdat - 1997: al-Wihdat - 1998: Meisterschaft abgebrochen | - 1999: al-Faisaly - 2000: al-Faisaly - 2001: al-Faisaly - 2002/03: al-Faisaly - 2003/04: al-Faisaly - 2004/05: al-Wihdat - 2005/06: Shabab al-Ordon - 2006/07: al-Wihdat - 2007/08: al-Wihdat - 2008/09: al-Wihdat - 2009/10: al-Faisaly - 2010/11: al-Wihdat - 2011/12: al-Faisaly - 2012/13: Shabab al-Ordon - 2013/14: al-Wihdat - 2014/15: al-Wihdat - 2015/16: al-Wihdat - 2016/17: al-Faisaly - 2017/18: al-Wihdat - 2018/19: al-Faisaly - 2020: al-Wihdat - 2021: al-Ramtha SC - 2022: al-Faisaly - 2023/24: Al-Hussein SC - 2024/25: Al-Hussein SC |

## Summe der Meisterschaften
Die Anzahl der Meistertitel, die die Vereine bisher errungen haben.
| Verein                             | Anzahl der Meisterschaften |
| ---------------------------------- | -------------------------- |
| al-Faisaly                         | 35                         |
| al-Wihdat (inklusive al-Deffatain) | 17                         |
| al-Ahli                            | 8                          |
| Al-Hussein SC                      | 2                          |
| al-Jazeera                         | 3                          |
| al-Ramtha SC                       | 3                          |
| Shabab al-Ordon                    | 2                          |
| Amman                              | 1                          |
| Jordan                             | 1                          |